# 유레이스

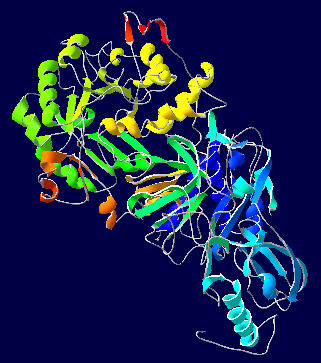
헬리코박터 파일로리 유레이스 그림.

유레이스(Urease, EC 3.5.1.5)는 요소를 이산화탄소와 암모니아로 가수분해하는데 관련되는 효소이다.
반응식은 다음과 같다.
반응식 : (NH2)2CO + H2O → CO2 + 2NH3